# 東北大学災害科学国際研究所
東北大学災害科学国際研究所（とうほくだいがくさいがいかがくこくさいけんきゅうじょ、英: International Research Institute of Disaster Science, Tohoku University, 略称：災害研、IRIDeS）は、東北大学の附置研究所で、低頻度巨大災害に対して、災害科学を進化させ実践的防災学を展開することにより、対応し支援できる社会（レジリエンス社会）の構築を目的とする研究所である。
2011年に発生した東日本大震災を踏まえて、2012年4月に設立された。
東北大学青葉山新キャンパス内に所在する。

## 概要
2000年11月、国の地震調査研究推進本部の発表で宮城県沖地震が30年以内に99%の確率で発生するという結果が出た。
これを契機に、東北大学では地域と連携し、文理融合でチームを作ろうという動きが始まった。このときから、災害情報のあり方や避難所の運営、帰宅困難者の問題やペットの問題を学際的に研究する「実践的防災学」に取り組み始めていた。
2007年、19分野からなる「東北大学防災科学研究拠点」（事務局：東北アジア研究センター）が発足した。2009年には文部科学省に提出したプロジェクトが採択され、2010年度から5カ年事業が始まった。
当初予想されていた宮城県沖地震とは異なったものの、2011年3月11日に東北地方太平洋沖地震が発生し、これまでの個別の課題に対して対応してきた科学技術システムの弱点・限界が浮き彫りになった。震災を踏まえ、低頻度巨大災害に対応するための防災計画論を学際的に構築するため、防災科学研究拠点を大幅に拡充する形で、東日本大震災の約1年後である2012年4月11日に「災害科学国際研究所」が発足した。
「国際」とつけたのは、震災の影響が世界的であり、その経験と教訓を国際社会に寄与することも念頭に置いたためである。
被害の規模が想定とは桁違いだったこともあり、ミッションや組織を見直すことになった。
東北大学の附置研究所としては70年ぶりの創設であり、震災から僅か1年余りで創立したことになる。
「実践的防災学」の創成をミッションとしている。事前対応、災害の発生、被害の波及、緊急対応、復旧・復興、将来への備えを一連の災害サイクルととらえ、過去の事象の解明と、その教訓の一般化・統合化を行っている。
学際的アプローチで東日本大震災の実態を解明しながら、今後発生が予想される東海・東南海・南海での低頻度巨大災害に向けた研究、検討を行っている。そして、成果を社会に組み込み、災害発生時に人間・社会が賢く対応し、苦難を乗り越え、教訓を活かしていく社会システムの構築を目指している。

## 沿革
- 2012年4月11日 東北大学災害科学国際研究所 (IRIDeS) 設立（初代所長 平川新 教授）
- 2013年4月 気仙沼サテライトオフィス設置
- 2014年
  - 4月 災害科学国際研究所 新体制発足（第2代所長 今村文彦 教授）
  - 9月 災害科学国際研究所棟 竣工（青葉山新キャンパス・11月 落成式）
- 2015年4月 国連開発計画 (UNDP) と共同で災害統計グローバルセンター発足

## 組織
- 災害評価・低減研究部門
  - 海域地震学研究分野
  - 陸域地震学・火山学研究分野
  - 地震工学研究分野
  - 計算安全工学研究分野
  - 津波工学研究分野
  - 災害ジオインフォマティクス研究分野
  - 気象・海洋・宙空災害研究分野
  - 災害対応ロボティクス研究分野
- 災害人文社会研究部門
  - 災害文化アーカイブ研究分野
  - 歴史文化遺産保全学分野
  - 認知科学研究分野
  - 国際防災戦略研究分野
  - レジリエンス計画研究分野
  - 空間デザイン戦略研究分野
- 災害医学研究部門
  - 災害医療国際協力学分野
  - 災害医療情報学分野
  - 災害放射線医学分野
  - 災害精神医学分野
  - 災害産婦人科学分野
  - 災害公衆衛生学分野
  - 災害感染症学分野
  - 災害口腔科学分野
- 防災実践推進部門
  - 防災教育実践学分野
  - 防災社会推進分野
  - 国際研究推進オフィス
  - 2030国際防災アジェンダ推進オフィス
- 寄附研究部門
  - 地震津波リスク評価（東京海上日動火災保険）寄附研究部門
  - 都市直下地震災害（応用地質）寄附研究部門
- 災害統計グローバルセンター
- 気仙沼サテライト

## 教育
学生が単独で所属することはできないが、東北大学内の災害に関連する部局（工学研究科、理学研究科、文学研究科、医学系研究科等）に所属する形で、災害研で学び、研究することができる。
災害研に所属している教員の多くは、東北大学の学部や研究科で授業を担当している。